# Jānis Krūmiņš (Parteifunktionär)
Jānis Krūmiņš (* 13. Septemberjul. / 25. September 1894greg. in Skrīveri; † 15. März 1938) war ein lettischer Kommunist, Revolutionär sowie Minister und ein Opfer des Stalinismus.

## Leben
Jānis Krūmiņš wurde in eine bäuerliche Familie geboren. 1912 trat er der Sozialdemokratischen Arbeiterpartei Russlands (SDAPR) bei; bei deren Spaltung im selben Jahr schloss er sich dem Lager der Bolschewiki an. 1915 wurde er in das Zentralkomitee der SDAPR im Livländischen Gouvernement gewählt.
Während des Ersten Weltkrieges war Krūmiņš (ab 1915) Soldat der 12. Armee, in der er – anfangs noch verhalten, später immer offener und mit wachsendem Erfolg – unter seinen Kameraden für einen Umsturz im Russischen Kaiserreich agitierte. Im Revolutionsjahr 1917 wurde er in den Soldatenrat der 12. Armee delegiert, bald darauf wurde er stellvertretender Vorsitzender des Exekutivkomitees des Rates der Vertreter der Arbeiter, Soldaten und Landlosen Lettlands (lett.: Latvijas Strādnieku, Zaldātu un Bezzemnieku Deputātu Padome: russ.: Исполнительный комитет Совета рабочих, солдатских и безземельных депутатов Латвии, Iskolat). Zugleich war er verantwortlicher Redakteur der Zeitschrift „Ziņotājs“ (lettisch: „Der Sendbote“) des Arbeiter-, Soldaten- und Landlosensowjets. In der lettischen Sozialdemokratie entzündete sich Ende 1917 / Anfang 1918 ein Streit an der Nationalitätenfrage: Einige der führenden lettischen Kommunisten wollten ein unabhängiges Lettland; Krūmiņš hingegen plädierte dafür, sich dem revolutionären Sowjetrussland anzuschließen.
Als die deutschen Truppen in den ersten Monaten des Jahres 1918 auch die bisher noch von der russischen Armee gehaltenen Teile Lettlands eroberten und Lettland nach dem Frieden von Brest-Litowsk besetzt hielten, ging Krūmiņš im Februar 1918 in den Untergrund. Dazu nahm er den Decknamen „Pīlādzis“ an (lettisch für „Eberesche“). Unter dem Namen „Pīlādzis“ bzw. „Pilāts“ wurde er bald bekannter als unter seinem Familiennamen; später wurden Geburts- und Kampfname miteinander verbunden: Krūmiņš-Pilāts. Er organisierte die klandestine Parteiarbeit und trug so dazu bei, dass im Dezember 1918, nach dem Abzug der deutschen Truppen am Ende des Weltkrieges, eine Lettische Sowjetrepublik ausgerufen werden konnte. Während dieser bis Ende 1919 bestehenden Ersten Lettischen Sowjetrepublik war Krūmiņš Volkskommissar (d. h. Minister) der lettischen Sowjetregierung von Pēteris Stučka. Diese kontrollierte jedoch nie das ganze Land und zuletzt nur noch einen kleinen Teil. 1919 wurde er zudem Propagandachef des Zentralkomitees (ZK) der LKP sowie Leiter des „Russischen Büros“ des ZK der LKP, das die Anbindung an die ideologisch maßgebliche Kommunistische Partei Russlands (KPR) gewährleistete. In dieser Funktion nahm er 1919 am 8. Kongress der KPR teil.
Seit 1917 gehörte Krūmiņš dem Zentralkomitee der Partei  Lettische Sozialdemokratie (LSD) an, deren Mehrheitsflügel 1919 zur Kommunistischen Partei Lettlands (lettisch: Latvijas Komunistiska partija, LKP) wurde. Dem Zentralkomitee der LKP gehörte er bis 1931 an. 1922 wurde Krūmiņš Sekretär des ZK der LKP – eine Schlüsselstellung innerhalb der Partei. Ab 1923 unterrichtete er zeitweise an der Kommunistischen Universität der Werktätigen des Ostens in Moskau. In Moskau absolvierte er ein Studium am Institut der Roten Professur (bis 1932).
Als Leiter des Auslandsbüros der LKP und damit als der Delegierte der LKP in der Kommunistischen Internationale (Komintern) hatte Krūmiņš bereits am 3. Weltkongress der Komintern (1921) und am 4. Kongress (1922) teilgenommen. 1932 wurde Krūmiņš zum Leiter der lettischen Sektion der Komintern ernannt und nahm in dieser Funktion am 7. (und letzten) Kongress der Komintern 1935 in Moskau teil; dort wurde in deren Exekutivkomitee gewählt. 1936 und 1937 war er im Verbindungsbüro der Komintern in Kopenhagen tätig.
Ende November lief die Lettische Operation des NKWD an. Am 1. Dezember 1937 verhaftete ihn das NKWD und erklärte ihn für „demaskiert“. Krūmiņš wurde vorgehalten, Verbindungen zum lettischen Verlag und Kulturverein „Prometejs“ in Moskau sowie zu Kārlis Daniševskis und anderen Verdächtigen (Letten wie Russen) unterhalten zu haben. Er habe lettische Spione in der UdSSR eingeschleust und als Resident einen Agentenring geführt. Wegen „antisowjetischer Tätigkeit“ wurde er zum Tode verurteilt.
Am 15. März 1938 wurde Jānis Krūmiņš hingerichtet.